# Běleč (Kladnói járás)
Běleč község Csehországban, a Kladnói járásban. Běleč Sýkořice, Lhota, Lány, Nižbor, Zbečno és Bratronice településekkel határos. Lakosainak száma 312 fő (2024. január 1.).

## Népesség
A település lakosságának változását az alábbi diagram mutatja:
| Lakosok száma | 497  | 476  | 482  | 373  | 346  | 336  | 306  | 326  | 304  | 312  |
|               | 1869 | 1900 | 1921 | 1961 | 1980 | 2011 | 2016 | 2019 | 2021 | 2024 |